# Fruškogorska (Novi Sad)
Fruškogorska (srbsky Фрушкогорска) je ulice v hlavním městě srbské autonomní oblasti Vojvodina, Novi Sad. Leží v jižní části města, v blízkosti městské části Liman. Cca 720 m dlouhá městská komunikace spojuje ulici Bulevar Cara Dušana s pláží Štrand a dunajským břehem.

## Název
Ulice je pojmenována po pohoří Fruška gora, které leží jižně od Nového Sadu a na které je z této ulice přes řeku Dunaj výhled.

## Historie
Vznik této ulice byl plánován již v 20. letech 20. století. Měla být jednou z hlavních ulic pro plánovanou část města, která měla být postavena jižně od tehdejší železniční trati (tj. jižně od dnešní ulice Aleja Mike Antića). V roce 1922 bylo zahájeno vysušování celé oblasti. Předpokládalo se její přiléhání k parku (dnes se zde nachází univerzitní park). Město zde levně prodávalo stavební pozemky, a tak zde vznikly většinou nízké domy. Po nějakou dobu zde jezdily i tramvaje.
Za druhé světové války byla ulice přejmenována na Pešťskou ulici (maďarsky Pesti utca), nicméně současná zástavba zde vznikla až po skončení konfliktu, a to v podobě typizovaných bytových domů. Dokončeny byly v 60. letech 20. století.
Třída vznikla z původní ulice, která spojovala oblíbenou pláž Štrand se středem města. 

## Doprava
Ulice má klíčový význam hlavně pro linky městské dopravy. Provoz zde je malý, neboť třída nemá klíčový význam z hlediska hlavních dopravních tahů ve městě. Na jejím jižním konci se nachází autobusové obratiště.